# Outfest
Outfest (akronym z výrazů out ve smyslu coming out a fest ve smyslu filmový festival) je americký filmový festival v Los Angeles zaměřený na filmy s LGBT tematikou, který se každoročně odehrává v červenci. Filmy se na festivalu ucházejí o ceny Outie v 16 kategoriích. O udělení cen rozhoduje porota (6 cen), diváci (7 cen) a programový výbor (3 ceny).

## Historie
Mnoho amerických nezávislých LGBT filmařů se zabývalo ve svých dílech coming outem, sexuálním útlakem, zločiny z nenávisti apod., ale nemělo pro svou práci žádnou komerční platformu. V roce 1982 se proto společně sešli a ve spolupráci s Filmovým a televizním archivem Kalifornské univerzity uspořádali Gay and Lesbian Media Festival and Conference. V roce 1994 byl festival přejmenován na Outfest, aby lépe vyjadřoval dynamiku komunity. Od přelomu století se každoročně uvede kolem 200 filmů ve vícero kinech ve městě a festival podporuje přes 100 sponzorů. V letech 1982–2004 bylo na festivalu celkem promítnuto přes 4000 filmů pro více než půl miliónu diváků.
V roce 2006 věnoval filmový režisér Roland Emmerich 150 000 dolarů pro Legacy Project, ve kterém spolupracují Filmový a televizní archiv Kalifornské univerzity a Outfest na uchování a restaurování filmů s LGBT tematikou.

## Ceny Outie
Ceny Outie se udělují v 16 kategoriích.
Porota uděluje v kategoriích
- americký film
- scénář
- herec v celovečerním filmu
- herečka v celovečerním filmu
- zahraniční celovečerní film
- dokumentární celovečerní film

Divácké ceny jsou
- debutový celovečerní film
- celovečerní film
- lesbický celovečerní film
- dokumentární celovečerní film
- krátkometrážní film
- krátkometrážní dokumentární film
- soundtrack

Ceny programové poroty jsou
- Freedom Award
- mimořádný začínající talent
- mimořádný umělecký výkon

Mimo to Outfest uděluje ještě cenu za přínos (Outfest Achievement Award), čestnou cenu (Outfest Honors), za scénář (Outfest Screenwriting Lab Award) a cenu pro idola (Screen Idol Award).